# Лос-Аламитос
Лос-Аламитос (англ. Los Alamitos) — город в округе Ориндж в штате Калифорния в Соединённых Штатах Америки.
Согласно результатам переписи населения США, проведённой в 2020 году, число жителей города составляло 11 780 человек, что, для такого небольшого населённого пункта, существенно больше (+ 2,9%), чем было во время предыдущей переписи прошедшей в 2010 году (11 449 человек).

## География
Лос-Аламитос ограничен границами городов Сайпресс на севере и востоке, Вест-Гарден-Гроув на востоке и Сил-Бич на юге. 

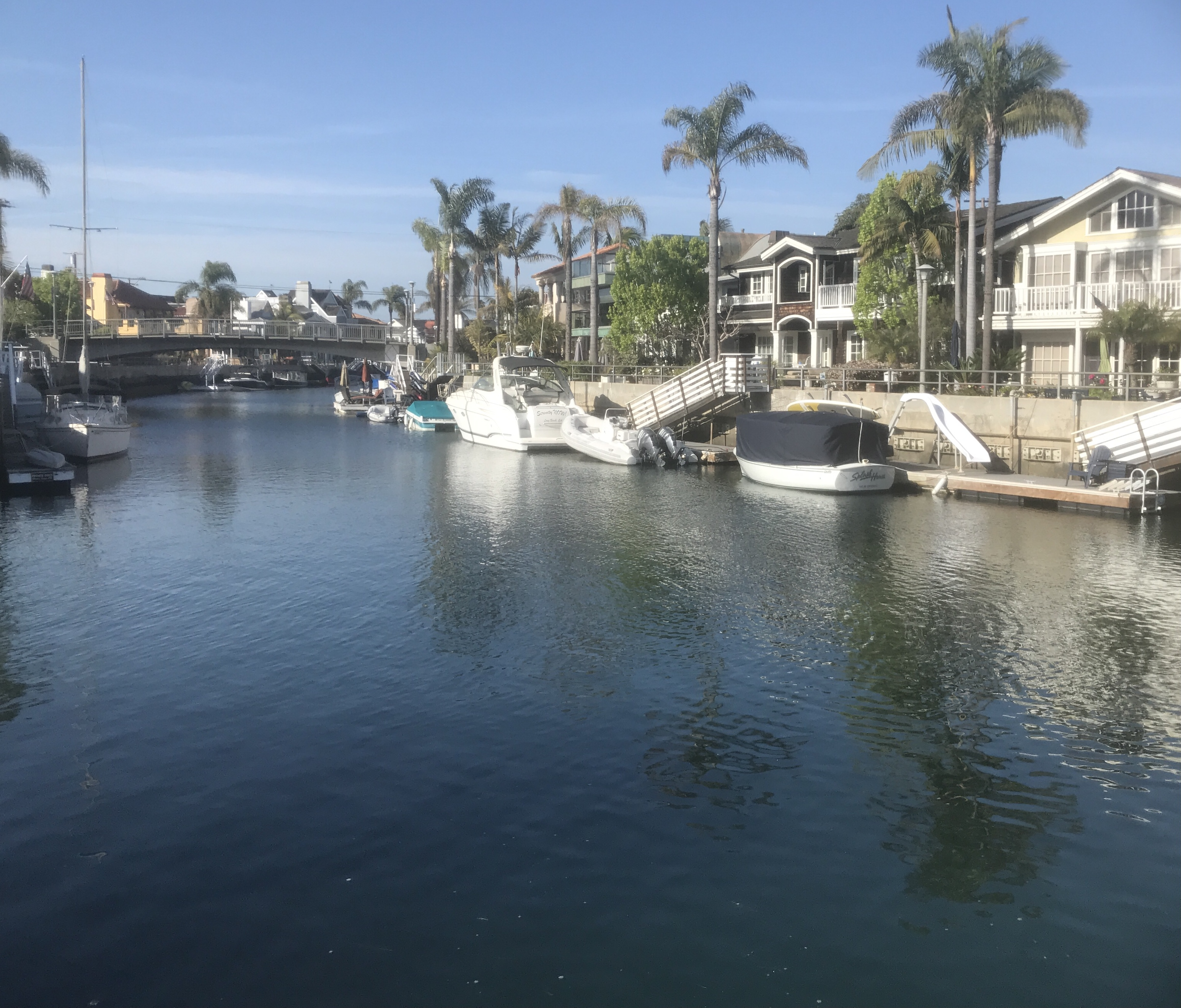
Причал в Лос-Аламитос

Некорпоративное сообщество и переписное обозначенное место Россмур соседствует с Лос-Аламитос на севере, востоке и западе, а на северо-востоке соседствует с Лонг-Бич; граница проходит вдоль ручья Коут-Крик.
Согласно данным представленным Бюро переписи населения США, общая площадь города Лос-Аламитос составляет 4,07 квадратных мили (10,55 км2) из которых 4,01 квадратных мили (10,39 км2) занимает суша, а 0,06 квадратных мили (0,16 км2 или 1,6%) приходится на водную поверхность.

## История
В доколумбову эпоху на этих землях жили коренные американцы из народа тонгва. Здесь индейцы построили свою деревню Пувунга, которая позднее стала частью Ранчо Лос-Аламитос.

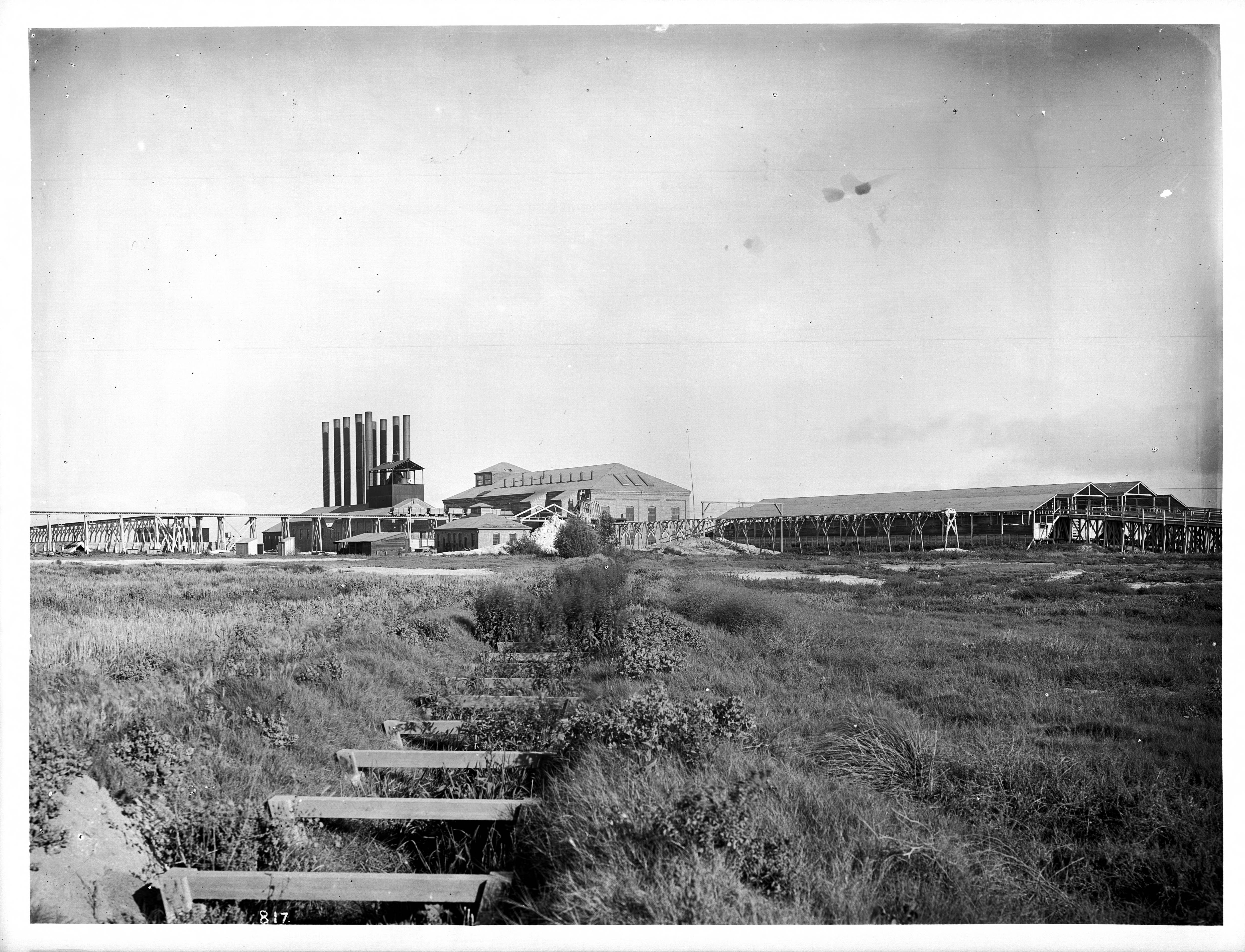
Фабрика по переработке сахарной свеклы (≈ 1905)

Город Лос-Аламитос был основан в 1896 году Льюэллином Биксби для поддержки нового завода по переработке сахарной свеклы, построенного чрезвычайно богатыми братьями Кларк. Через некоторое время после основания Лос-Аламитос Кларки завершили строительство железной дороги из Лос-Анджелеса в Солт-Лейк-Сити, с остановкой в пустыне, которая стала ныне Лас-Вегасом.
Построенная в начале Второй мировой войны авиабаза Военно-воздушных сил США принесла городу много рабочих мест и существенно поспособствовала его росту.
1 марта 1960 года поселение было инкорпорировано и включено в реестр штата Калифорния, благодаря чему некорпоративное сообщество  официально получило статус города («Сity of» / «Town of»). Население в 1960-х увеличилось на рекордные для города 163,1%.